# Frieden von Lambeth

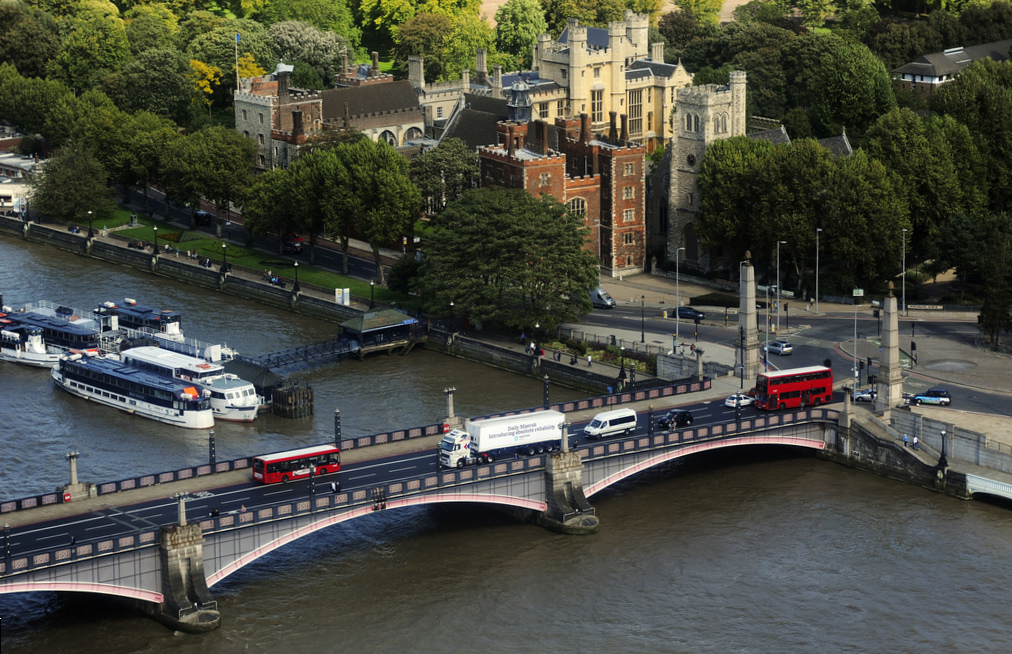
Der Lambeth Palace in London, wo der Friede 1217 geschlossen wurde

Der Frieden von Lambeth, auch Frieden von Kingston genannt, war ein am 20. September 1217 geschlossener Friedensvertrag zwischen dem englischen König Heinrich III. und dem französischen Prinzen Ludwig. Er beendete den Ersten Krieg der Barone.
Da kein Exemplar des Vertrags erhalten ist, sind die genauen Daten sowie Details des Vertragsinhalts unsicher.

## Vorgeschichte
Während des Ersten Kriegs der Barone hatte eine Gruppe der gegen den englischen König Johann Ohneland rebellierenden Barone dem französischen Prinzen Ludwig die englische Krone angeboten. Ludwig war im Mai 1216 mit einem französischen Heer in England gelandet und hatte aufgrund des Angebots der Barone sowie als Ehemann von Blanka von Kastilien, einer Enkelin des englischen Königs Heinrich II., den englischen Thron beansprucht. Es war ihm jedoch nicht gelungen, König Johann entscheidend zu schlagen. Auch der schottische König Alexander II. trat auf der Seite der Rebellen in den Krieg ein. Nachdem König Johann im Oktober 1216 gestorben war, krönten seine Anhänger seinen minderjährigen Sohn Heinrich zum neuen König von England. Der Regent William Marshal konnte im Mai 1217 ein vereinigtes Heer der Rebellen und der Franzosen in der Schlacht von Lincoln entscheidend schlagen. Unmittelbar nach dieser Niederlage versuchte der französische Prinz, einen Frieden auszuhandeln, doch während des Sommers gerieten die Verhandlungen ins Stocken. Nachdem jedoch im August eine französische Nachschubflotte in der Seeschlacht von Sandwich besiegt worden war, war der Krieg endgültig entschieden. Am 28. August wurden die Friedensverhandlungen wieder aufgenommen. Am 12. September schloss Prinz Ludwig mit dem päpstlichen Legaten Guala Bicchieri, dem Regenten William Marshal, König Heinrich III. und dessen Mutter Isabella von Angoulême auf einer Themseinsel bei Kingston upon Thames einen Friedensvertrag. Der Inhalt dieses Vertrags wurde am 20. September im Lambeth Palace, dem Sitz des Erzbischofs von Canterbury in London, noch einmal von einer größeren Versammlung beider Parteien ratifiziert.

## Inhalt
In dem ausgehandelten Vertrag verzichtete Prinz Ludwig auf seinen Anspruch auf den englischen Thron. Er entband seine englischen Unterstützer von ihren auf ihn geleisteten Eiden, übergab die von ihm gehaltenen Burgen und zog mit seinen Truppen aus England ab, dazu überließ er die Kanalinseln wieder dem englischen König. Im Gegenzug wurde der Kirchenbann über ihn aufgehoben, den der päpstliche Legat wegen seines Krieges gegen das als päpstliches Lehen geltende England über ihn verhängt hatte. Darüber hinaus sollte Ludwig sich bei seinem Vater König Philipp II. einsetzen, Heinrich III. die von Frankreich eroberten Gebiete des angevinischen Reiches zurückzugeben.

## Folgen
Prinz Ludwig begann bereits am 23. September mit seinem Rückzug und verließ am 28. September von Dover aus England. Am 20. Juli 1219 wurde der Friedensvertrag erneuert und am 3. März 1220 wurde für die Besitzungen des englischen Königs in Südwestfrankreich ein vierjähriger Waffenstillstand vereinbart. Nach Auslaufen dieses Waffenstillstands griff jedoch Ludwig, der inzwischen als Ludwig VIII. französischer König geworden war, im Mai 1224 die englischen Besitzungen in Südwestfrankreich an.
An den Verhandlungen in Kingston war der schottische König Alexander II. nicht beteiligt worden. Der französische Prinz hatte jedoch für seinen Verbündeten erreicht, dass er in den Frieden mit einbezogen werden konnte. Seit September 1217 hatten sich die Schotten abwartend verhalten. Am 1. Dezember hatte Alexander II. die Übergabe von Carlisle und der anderen noch besetzten englischen Gebiete angeordnet, und Mitte Dezember hatte er dem englischen König in Northampton für seine englischen Besitzungen gehuldigt. Damit erhielt er seine englischen Besitzungen zurück, womit auch der Krieg mit Schottland beendet war.